# Hrvatski biciklistički savez
Hrvatski biciklistički savez je krovna hrvatska biciklistička organizacija.
Utemeljen je 14. travnja 1894. u Zagrebu pod imenom Savez hrvatskih biciklistah kao prvi strukovni športski savez u Hrvatskoj što ga čini najstarijim hrvatskim nacionalnim športskim savezom i prvim športskim savezom u cijeloj jugoistočnoj Europi.
Međunarodni naziv za Hrvatski biciklistički savez je Croatian Cycling Federation.
Član je Međunarodne biciklističke unije (Union Cycliste International – UCI) od 4. srpnja 1992. i Europske biciklističke federacije (Union Europeenne de Cyclisme – UEC) od 18. rujna 1992.
Prva biciklistička organizacija u Hrvatskoj, Prvo hrvatsko društvo biciklista, utemeljena je 26. lipnja 1885. u Zagrebu.

## Povijest
Osnovan je 14. travnja 1894. u Zagrebu pod imenom "Savez hrvatskih biciklistah". Sjedište mu je bilo u Zagrebu. Osnovala su ga tri zagrebačka kluba te po jedan klub iz Karlovca, Varaždina i Siska. U sljedećim četirima godinama pristupilo mu je još desetak klubova iz Zagreba, Samobora, Varaždina, Koprivnice, Slavonske Požege i Osijeka. Prethodnike biciklističkom savezu možemo smatrati Prvo Hrvatsko društvo biciklista osnovano 1885. i Klub biciklista hrvatskog Sokola iz 1887. godine.
Zagreb je dao prvog predsjednika i potpredsjednika Saveza, Franju Solara i baruna Gustava Zornberga, a Varaždin prvog tajnika, dr. Nikolu Pečornika. Ovaj je Savez raspušten 1903., a osnovan je Sokolski savez koji je 1909. pripojen Hrvatskom športskom savezu. Sljedeća krovna organizacija biciklističkog (koturaškog) športa u Hrvatskoj bio je svibnja 1919. godine osnovani Koturaški savez Kraljevine SHS, čiji su predsjednik bili Mirko Rozemberg iz Zagreba i tajnik Ivan Šnidaršić. Tijekom drugog svjetskog rata biciklizam je djelovao u sklopu krovnih športskih tijela NDH. Poslije drugog svjetskog rata 3. listopada 1948. osnovan je Biciklistički savez Hrvatske. Prvi predsjednik bio je Rudolf Fiket.

## Olimpijske igre
nakon 2016.

### Cestovno natjecanje
| Olimpijske igre      | Cestovna utrka                                                 | Kronometar         |
| -------------------- | -------------------------------------------------------------- | ------------------ |
| Peking 2008.         | Radoslav Rogina 26. Matija Kvasina 57. Vladimir Miholjević DNF | Matija Kvasina 38. |
| London 2012.         | Radoslav Rogina 41. Kristijan Đurasek 68.                      | -                  |
| Rio de Janeiro 2016. | Kristijan Đurasek 18. Matija Kvasina DNF                       | -                  |
| Tokio 2020.          | Josip Rumac DNF                                                | -                  |

## Cestovne utrke

### Svjetsko cestovno prvenstvo

#### Cestovna utrka
Najbolji rezultat je 20. mjesto Radoslava Rogine 2007.

Najbolji juniorski rezultat je 3. mjesto Josipa Rumca 2012.

#### Kronometar
Najbolji rezultat je 28. mjesto Mie Radotić 2013.

### Grand Tour – najbolji rezultati
nakon 2018.
— klasifikacija ukinuta; do ukinuća hrvatski biciklisti nisu ostvarili plasman
X - nepostojeća klasifikacija
| Utrke           | Poredak                             | Poredak                      | Poredak                      | Poredak                     | Poredak                                             |                             | Specifične klasifikacije | Specifične klasifikacije | Specifične klasifikacije | Specifične klasifikacije |
| Utrke           | Ukupni                              | Bodovni (Sprint)             | Brdski                       | Mladi                       | Etapa                                               | Kombinacija                 | Intergiro                | Prolazni ciljevi         |                          |                          |
| Tour de France  | 31. Robert Kišerlovski 2017.        | 65. Kristijan Đurasek 2016.  | 9. Kristijan Đurasek 2016.   |                             | 4. Kristijan Đurasek 2016.                          | —                           | X                        | —                        |                          |                          |
| Giro d'Italia   | 10. Robert Kišerlovski 2010., 2014. | 26. Robert Kišerlovski 2013. | 6. Vladimir Miholjević 2004. | 2. Robert Kišerlovski 2010. | 2. Robert Kišerlovski 2014.                         |                             |                          | X                        |                          |                          |
| Vuelta a España | 17. Robert Kišerlovski 2013.        | 61. Kristijan Đurasek 2016.  | 56. Kristijan Đurasek 2015.  |                             | 9. Robert Kišerlovski 2011. Kristijan Đurasek 2016. | 51. Kristijan Đurasek 2015. | X                        | X                        |                          |                          |

- Najviše završenih  GT: 12 Vladimir Miholjević
- Najviše završenih TdF: 5 Kristijan Đurasek
- Najviše završenih GdI: 9 Vladimir Miholjević
- Najviše završenih VaE: 2 Robert Kišerlovski, Kristijan Đurasek, Vladimir Miholjević

### Monuments – najbolji rezultati
| Milan–San Remo | Tour of Flanders | Paris–Roubaix | Liège–Bastogne–Liège         | Giro di Lombardia       |
| -------------- | ---------------- | ------------- | ---------------------------- | ----------------------- |
| n/a            | n/a              | n/a           | 14. Robert Kišerlovski 2012. | 17. Vladimir Miholjević |

### UCI Europski Tour
nakon sezone 2018.
| Biciklist           | Pobjede | Pobjede | Pobjede | Pobjede |
| Biciklist           | Σ       | 2.x     | 1.x     | ITT     |
| ------------------- | ------- | ------- | ------- | ------- |
| Tomislav Dančulović | 4       | 0       | 4       | 0       |
| Kristijan Đurasek   | 4       | 1       | 3       | 0       |
| Robert Kišerlovski  | 2       | 0       | 2       | 0       |
| Matija Kvasina      | 8       | 6       | 2       | 0       |
| Hrvoje Miholjević   | 4       | 1       | 3       | 0       |
| Radoslav Rogina     | 8       | 4       | 4       | 0       |

Najbolji plasman u ukupnom poretku ostvario je Radoslav Rogina 7. mjestom.

## Brdske (MTB) utrke

### Svjetska prvenstva

#### Cross country (XC)
uključene dicipline: kriterij (XCC), maraton (XCM), od točke do točke (XCP), kronometar (XCT), štafeta (XCR), etapna utrka (XCS), spust (DHI), olimpijski kros (XCO)
Đani Simčić 64. mjestom je postigao najbolji rezultat hrvatskih natjecatelja na svjetskim prvenstvima u maratonu.

## BMX freestyle

### Svjetsko prvenstvo
Marin Ranteš osvojio je broncu 2021.

### Svjetski kup
FISE World Series (UCI BMX Freestyle World Cup)
nakon 2018.
bold – aktivni
| Biciklist(ica) | Pobjede | Postolja | Disciplina     |
| -------------- | ------- | -------- | -------------- |
| Marin Ranteš   | 0       | 2        | freestyle park |

Ukupna pobjeda
| Biciklist(ica) | Titule | Godine | Disciplina     |
| -------------- | ------ | ------ | -------------- |
| Marin Ranteš   | 1      | 2018.  | freestyle park |

### Europsko prvenstvo
Europsko freestyle prvenstvo 2019. (prvo Europsko freestyle prvenstvo)
Marin Ranteš – drugo mjesto, srebrna medalja

## Svjetska ljestvica – najbolji ranking
Uvedena ??.

studeni 2018.
| elite     | elite     | Pojedinačno          | Pojedinačno | Nacija | Nacija |
| elite     | elite     | M                    | Ž           | M      | Ž      |
| Cesta     | Cesta     | Radoslav Rogina 298. |             | 44.    |        |
| Pista     |           |                      |             |        |        |
| MTB       |           |                      |             |        |        |
| BMX       | utrke     |                      |             |        |        |
| BMX       | freestyle | Marin Ranteš 7.      |             | 7.     |        |
| Ciklokros |           |                      |             |        |        |
| Trial     |           |                      |             |        |        |

## Pregled medalja na Svjetskim prvenstvima
| Medalje | Cestovni | Cestovni | Pistovni | Pistovni | Brdski | Brdski | BMX   | BMX   | BMX  | BMX  | Ciklokros | Ciklokros | Trial | Trial | Ukupno |
| Medalje | Cestovni | Cestovni | Pistovni | Pistovni | Brdski | Brdski | utrke | utrke | free | free | Ciklokros | Ciklokros | Trial | Trial | Ukupno |
| ------- | -------- | -------- | -------- | -------- | ------ | ------ | ----- | ----- | ---- | ---- | --------- | --------- | ----- | ----- | ------ |
| Medalje | M        | Ž        | M        | Ž        | M      | Ž      | M     | Ž     | M    | Ž    | M         | Ž         | M     | Ž     | Ukupno |
| Zlato   | /        | /        | /        | /        | /      | /      | /     | /     | /    | /    | /         | /         | /     | /     | 0      |
| Srebro  | /        | /        | /        | /        | /      | /      | /     | /     | /    | /    | /         | /         | /     | /     | 0      |
| Bronca  | 1        | /        | /        | /        | /      | /      | /     | /     | /    | /    | /         | /         | /     | /     | 1      |

## Nacionalni rekordi
srpanj 2020.

Napomena: Rekordi postavljeni na Velodromu Zagreb nemaju punu valjanost jer velodrom nije homologiziran, vremena su mjerena ručno, te korištena oprema natjecatelja nije u skladu s UCI pravilima za pistovni biciklizam.
| Disciplina | Disciplina            | Disciplina                       | Muškarci                                                    | Žene                   |
| ---------- | --------------------- | -------------------------------- | ----------------------------------------------------------- | ---------------------- |
|            |                       |                                  |                                                             |                        |
| p i s t a  | p o j e d i n a č n o | vožnja na vrijeme "letećih" 200m | rekord nije postavljen                                      | rekord nije postavljen |
| p i s t a  | p o j e d i n a č n o | vožnja na vrijeme 1000m M/500m Ž | 1:10,80 Viktor Potočki                                      |                        |
| p i s t a  | p o j e d i n a č n o | dohvatna vožnja 4000m M/3000m Ž  |                                                             |                        |
| p i s t a  | p o j e d i n a č n o | 1 sat                            | rekord nije postavljen                                      | rekord nije postavljen |
| p i s t a  |                       |                                  |                                                             |                        |
| p i s t a  | e k i p n o           | (3) ekipni sprint                | rekord nije postavljen                                      | rekord nije postavljen |
| p i s t a  | e k i p n o           | (4) dohvatna vožnja 4000m        | 4:54 T. Elkasović, Hriberski, M. Kvasina, Zuban (BK Zagreb) | rekord nije postavljen |

## Ostalo
Prvi bicikli u Hrvatskoj pojavili su se potkraj 1860-ih; 1867. godine je Ladislav Beluš dovezao prvi bicikl u Zagreb. Prva biciklistička utrka priređena je 29. lipnja 1886. na Zrinjevcu, a utrkivalo se u dvije kategorije: veliki i mali bicikli. Prvo biciklističko trkalište (velodrom) duljine 333m izgradio je 1891. Hrvatski klub biciklista »Sokol« na današnjem Rooseveltovu trgu u Zagrebu, na prostoru ispred današnjeg Muzeja Mimara. Prva cestovna utrka održana je 14. kolovoza 1892. od Zagreba do Petrinje, na kojoj je sudjelovalo 12 vozača. 1. studenog 1894. biciklisti u Zagrebu pokrenuli su stručni sportski časopis “Sport – Glasilo za sve sportske struke”.
Prvi hrvatski biciklisti nastupili su na OI 1924. u Parizu. Bili su to Đuka Dukanović, Koloman Sović i Rudolf Truban. Franjo Gregl mogao je nastupiti još 1912. ali je odbio jer nije htio voziti pod mađarskom zastavom.
Hrvatski biciklisti prvi su put nastupili na cestovnom svjetskom prvenstvu 1926. u Milanu (Đuka Dukanović, Koloman Sović, Antun Banek i L. Koržinek).
Prvi hrvatski biciklist te ujedno i prvi hrvatski sportaš koji je dobio pozivnicu i nastupio na X Games je Marin Ranteš (2019.).
Stjepan Ljubić Vojvoda je bio prvi hrvatski profesionalni biciklist, 1936-1938. Osim toga utemeljio je tradicionalne utrke Alpe – Adria i Kroz Hrvatsku i Sloveniju te organizirao jedino izdanje povijesne utrke Trst – Varna.
Prvo prvenstvo Jugoslavije u cestovnom biciklizmu održano je 1919. na relaciji Zagreb-Celje. Prvo prvenstvo Jugoslavije u kronometru održano je 1966. u Zagrebu.
Prvo prvenstvo Jugoslavije u ciklokrosu održano je 1971. u Puli.

### Međunarodne UCI utrke na području Hrvatske
|          | višednevne (etapne) utrke                    |
|          | jednodnevne utrke                            |
|          | freestyle natjecanje                         |
| WT       | Svjetski Tour                                |
| SK       | Svjetski Kup                                 |
| ET       | Europski Tour                                |
| JSK      | Juniorski Svjetski Kup                       |
| [nazivi] | prijašnji i/ili slabije poznati nazivi utrka |

| utrke UCI (ili prethodno FIAC) kalendara na području Republike Hrvatske | utrke UCI (ili prethodno FIAC) kalendara na području Republike Hrvatske | utrke UCI (ili prethodno FIAC) kalendara na području Republike Hrvatske                     | utrke UCI (ili prethodno FIAC) kalendara na području Republike Hrvatske | utrke UCI (ili prethodno FIAC) kalendara na području Republike Hrvatske | utrke UCI (ili prethodno FIAC) kalendara na području Republike Hrvatske | utrke UCI (ili prethodno FIAC) kalendara na području Republike Hrvatske |
| Tip                                                                     |                                                                         | Utrke                                                                                       | Najviši rang                                                            | Prvo izdanje                                                            | Zadnje izdanje                                                          | Bilješke |
| ----------------------------------------------------------------------- | ----------------------------------------------------------------------- | ------------------------------------------------------------------------------------------- | ----------------------------------------------------------------------- | ----------------------------------------------------------------------- | ----------------------------------------------------------------------- | --- |
| MTB                                                                     |                                                                         | 4 Islands MTB Croatia [Mitas 4 Islands]                                                     | S1                                                                      | 2015.                                                                   | vozi se                                                                 | utrka je 2018. prvi put u UCI kalendaru, prethodno bila u rekreativnom kalendaru HBS-a; utrka se vozi isključivo u timovima po dva vozača; 4 etape: Cres, Krk, Lošinj i Rab; |
| cesta                                                                   |                                                                         | Alpe – Jadran                                                                               |                                                                         | 1967.                                                                   |                                                                         | |
| cesta                                                                   |                                                                         | CRO Race [Tour of Croatia (Kroz Hrvatsku)]                                                  | 2.1                                                                     | 2015.                                                                   | vozi se                                                                 | |
| MTB                                                                     |                                                                         | Downhill Lošinj                                                                             | SK                                                                      | 2013.                                                                   | vozi se                                                                 | održava se u Velom Lošinju; u kalendaru Svjetskog kupa od 2018. (engl. naziv utrke MTB World Cup – Downhill Lošinj); od drugog izdanja do 2017. utrka se održavala pod kategorijom UCI C1; sljedeće izdanje Svjetskog kupa u V. Lošinju predviđeno je za 2020.g.; |
| cesta                                                                   |                                                                         | Giro d'Italia                                                                               | WT                                                                      | 1924.                                                                   | 2004.                                                                   | 10. i 11. etapa (Bologna-Rijeka-Verona) 1924., 14. i 15. etapa (Treviso-Opatija-Trst) 1940. prolazile su kroz sadašnje ozemlje Hrvatske tada pod okupacijom Italije, 14. etapa (Trst-Pula) i 15. etapa (Poreč-San Vendemiano) 2004. |
| cesta                                                                   |                                                                         | Grand Prix Laguna Poreč [Grand Prix Plava Laguna]                                           | 1.2                                                                     | 2015.                                                                   | 2018.                                                                   | posljednje izdanje održano je pod imenom Grand Prix Plava Laguna |
| cesta                                                                   |                                                                         | Hrvatska – Slovenija [Zagreb–Ljubljana, Ljubljana–Zagreb]                                   | 1.2                                                                     | 2008.                                                                   | vozi se                                                                 | [ 42 ] |
| cesta                                                                   |                                                                         | Istarsko proljeće (Istrian Spring Trophy) [Jadranska magistrala]                            | 2.2                                                                     | 1961.                                                                   | vozi se                                                                 | u kalendar UCI-ja uključena 2000. |
| MTB                                                                     |                                                                         | Istra Terra Magica Bike                                                                     | E1                                                                      | 2005.                                                                   |                                                                         | dio Off Road Cup Grand Prix Windtex; |
| cesta                                                                   |                                                                         | Istria Gran Fondo                                                                           |                                                                         | 2012.                                                                   | vozi se                                                                 | u kalendar UCI-ja uključena 2023. |
| cesta                                                                   |                                                                         | Kroz Hrvatsku i Sloveniju                                                                   |                                                                         | 1937.                                                                   | 1972.                                                                   | prva višednevna etapna biciklistička utrka u Hrvatskoj |
| cesta                                                                   |                                                                         | Kroz Hrvatsku Vukovar – Dubrovnik (Tour de Croatie)                                         | 2.2                                                                     | 1994.                                                                   | 2007.                                                                   | od 2002. do 2006. nije održavana |
| cesta                                                                   |                                                                         | Kroz Istru                                                                                  | JSK                                                                     | 1949.                                                                   | 2014.                                                                   | pokrenuo Edoardo Rajković kao međunarodnu juniorsku etapnu utrku; pokrenuta godinu nakon utrke "Slobodna Istra"; u kalendar JSK uključena 2003.; uvrštena u kalendar Kupa nacija 2008.; od 2012. utrka dobiva dodatni naziv "Memorijal Edi Rajković"; |
| cesta                                                                   |                                                                         | Kroz Jugoslaviju                                                                            |                                                                         |                                                                         | 1990.                                                                   | |
| MTB                                                                     |                                                                         | MTB XCO Croatia Cup                                                                         | C1                                                                      | 1999.                                                                   | vozi se                                                                 | [ 52 ] |
| BMX                                                                     |                                                                         | Pannonian Challenge                                                                         | SK                                                                      | 2003.                                                                   | vozi se                                                                 | u početnim godinama BMX natjecanje održavalo se neredovito; utrka je 2016. prvi i za sada jedini put bila dio FISE World Series (UCI BMX Freestyle World Cup); |
| MTB                                                                     |                                                                         | Parenzana Cannondale                                                                        | C1                                                                      | 1997.                                                                   | 2011.                                                                   | XCM; Uskotračna željeznička pruga Parenzana (Ferrovia Trieste-Parenzo-Canfanaro, TPC) bila je u funkciji od 1902. do 1935. godine i povezivala je Trst preko niza kolodvora s Porečom kao krajnjim kolodvorom. Dio trase stare pruge je preuređen za biciklističke i pješačke staze, s mnoštvom tunela i vijadukata; uvrštena u Intern-Mountain-Series 2006.; u sklopu utrke održavala se i rekreativno-turistička utrka Istra MTB Tartufi Tour; od sezone 2012. utrka je degradirana na razinu nacionalnog kalendara te naknadno rekreativnog kalendara, dok je 2018. održana tek kao biciklijada; |
| cesta                                                                   |                                                                         | Poreč Classic [Trofej Poreč (Poreč Trophy), Trofej Plava Laguna, GP Istra, Trofej Rivijera] | 1.2                                                                     | 2000.                                                                   | vozi se                                                                 | [ 58 ] [ 59 ] |
| cesta                                                                   |                                                                         | Poreč Classic Ladies [Poreč Trophy Ladies]                                                  | 1.2                                                                     | 2023.                                                                   | vozi se                                                                 | Druga profesionalna ženska biciklistička utrka u Hrvatskoj; |
| cesta                                                                   |                                                                         | Tour of Slovenia                                                                            | 2.1                                                                     | 2004.                                                                   | 2024.                                                                   | etape održane triput na ozemlju Hrvatske, redom: 3. etapa 2004. (Ljubljana-Zagreb), 1. etapa 2007. (Ljubljana-Zagreb) 1. etapa 2024. |
| cesta                                                                   |                                                                         | Trst – Varna                                                                                |                                                                         | 1945.                                                                   | 1945.                                                                   | 2. etapa (Ljubljana-Zagreb), 3. etapa (Zagreb-) prolazile su kroz Hrvatsku |
| MTB                                                                     |                                                                         | Učka Maraton                                                                                | C3                                                                      | 2006.                                                                   | 2014.                                                                   | od 2012. dio UCI MTB Marathon series |
| cesta                                                                   |                                                                         | Umag Classic [Trofej Umag (Umag Trophy)]                                                    | 1.2                                                                     | 2013.                                                                   | vozi se                                                                 | [ 71 ] |
| cesta                                                                   |                                                                         | Umag Classic Ladies [Umag Trophy Ladies]                                                    | 1.2                                                                     | 2023.                                                                   | vozi se                                                                 | Prva profesionalna ženska biciklistička utrka u Hrvatskoj; |
| cesta                                                                   |                                                                         | Utrka kroz Europu (Tour d‘Europe)                                                           |                                                                         | 1956.                                                                   | 1956.                                                                   | na relaciji Zagreb – Namur; 1. etapa (Zagreb-Rijeka) i 2. etapa (Rijeka-Udine) prolazile su kroz Hrvatsku |
| MTB                                                                     |                                                                         | Valamar Terra Magica                                                                        | C3                                                                      |                                                                         | vozi se                                                                 | započela je kao etapna utrka u okolici Poreča i Pazina, zatim se selila po Istri da bi se ustalila u Rapcu, u formi MTB maratona; u UCI kalendaru od ? |
| MTB                                                                     |                                                                         | XC Podbadanj                                                                                | C2                                                                      | 2002.                                                                   | 2015.                                                                   | [ 77 ] |
| MTB                                                                     |                                                                         | XCM Big Four                                                                                | C3                                                                      |                                                                         |                                                                         | [ 78 ] |
| MTB                                                                     |                                                                         | XCM Cycling Island Hvar                                                                     |                                                                         | 2019.                                                                   |                                                                         | utrka Svjetskog XCM kupa; |
| MTB                                                                     |                                                                         | XCM Kamenjak Rocky Trail                                                                    | C3                                                                      | 2014.                                                                   | vozi se                                                                 | [ 80 ] |
| MTB                                                                     |                                                                         | XCO Izgubljena Ovca                                                                         | C1                                                                      | 2010.                                                                   | vozi se                                                                 | [ 81 ] |
| MTB                                                                     |                                                                         | XCO Lošinj                                                                                  | C1                                                                      | 2023.                                                                   | vozi se                                                                 | [ 82 ] [ 83 ] [ 84 ] [ 85 ] |
| MTB                                                                     |                                                                         | XCO Predolac                                                                                | C1                                                                      | 2021.                                                                   | vozi se                                                                 | [ 86 ] [ 87 ] [ 88 ] |
| MTB                                                                     |                                                                         | XCO Premantura Rocky Trail [XCO Premantura Open]                                            | C1                                                                      | 1997.                                                                   | vozi se                                                                 | [ 89 ] [ 90 ] |
| MTB                                                                     |                                                                         | XCO Samobor                                                                                 | C1                                                                      | 1994.                                                                   | vozi se                                                                 | najdugovječnija MTB utrka u Hrvatskoj |
| MTB                                                                     |                                                                         | XCO Vallis Aurea                                                                            | C2                                                                      | 2012.                                                                   |                                                                         | [ 92 ] [ 93 ] |
| MTB                                                                     |                                                                         | XCO Vučja staza                                                                             | C2                                                                      |                                                                         | vozi se                                                                 | [ 94 ] |

## Vanjske poveznice
- Hrvatski biciklistički savez
- UCI
  - UCI ranking: Cesta Pista MTB BMX utrke BMX freestyle CX Trials
- Biciklijade u Hrvatskoj i susjednim zemljama
- Biciklističke rute u Hrvatskoj; Popis linkova za biciklizam i cikloturizam
- Cikloturizam u Hrvatskoj

Baze podataka
→ cestovni biciklizam
- BikeRaceInfo
- CQ ranking
- Cycling Archives
- Cycling Base  Arhivirana inačica izvorne stranice od 1. srpnja 2017. (Wayback Machine)
- Cycling Fever
- PCS
- Velofacts  Arhivirana inačica izvorne stranice od 8. srpnja 2017. (Wayback Machine)

→ brdski biciklizam
- mtbdata